# Tricloruro di antimonio
Il tricloruro di antimonio è il composto inorganico di formula SbCl3. In questo composto l'antimonio ha numero di ossidazione +3. In condizioni normali è un solido incolore, molto igroscopico, di odore pungente. Gli alchimisti lo conoscevano con il nome di burro di antimonio. È un composto corrosivo, pericoloso per l'ambiente.

## Struttura
SbCl3 è un composto molecolare; allo stato gassoso consta di molecole con struttura piramidale, con simmetria C3v, analoga a quella dell'ammoniaca. Questa struttura è in accordo con la teoria VSEPR. La distanza Sb–Cl risulta di 233 pm. Allo stato solido la struttura molecolare viene mantenuta, e si crea un impaccamento dove ogni atomo di antimonio ha un intorno ottaedrico di sei Cl, tre a distanza più ravvicinata (236 pm) e tre a distanza maggiore ( ≥350 pm).

## Sintesi
Il tricloruro di antimonio fu sintetizzato per la prima volta da Johann Rudolph Glauber. Viene preparato per reazione tra antimonio metallico e cloro, o trattando ossido di antimonio(III) con acido cloridrico.

## Reattività
Il tricloruro di antimonio è un composto stabile, ma si idrolizza in presenza di acqua formando ossicloruro di antimonio e acido cloridrico.
{\displaystyle {\ce {SbCl3\ +\ H2O->SbOCl\ +\ 2HCl}}}
A seconda della quantità di acqua si possono formare anche altri composti parzialmente idrolizzati tipo:
- {\displaystyle {\ce {Sb2OCl4}}}
- {\displaystyle {\ce {Sb4O3(OH)3Cl2}}}
- {\displaystyle {\ce {Sb8O11Cl2}}}.[2]

Il tricloruro di antimonio è un buon acido di Lewis, anche se meno forte del pentacloruro di antimonio. Forma molti ioni cloroantimoniato tip:
- {\displaystyle {\ce {SbCl4^{-}}}}
- {\displaystyle {\ce {SbCl5^{2-}}}}
- {\displaystyle {\ce {SbCl6^{3-}}}}
- {\displaystyle {\ce {Sb2Cl7^{2-}}}},

nonché numerosi addotti con molecole organiche, come ad esempio
- {\displaystyle {\ce {SbCl3\cdot (CH3)3N}}}
- {\displaystyle {\ce {SbCl3\cdot (C2H5)2O}}}
- {\displaystyle {\ce {SbCl3\cdot 2CH3COCH3}}}
- {\displaystyle {\ce {SbCl3\cdot C6H6}}}

Il tricloruro di antimonio può agire anche come base di Lewis, ma la sua reattività in tal senso è molto limitata. Esempi sono i complessi metallocarbonilici {\displaystyle {\ce {Fe(CO)3(SbCl3)2}}} e {\displaystyle {\ce {Ni(CO)3SbCl3}}}.

## Usi
Il tricloruro di antimonio è usato come mordente, come catalizzatore per reazioni di polimerizzazione, di cracking e di clorurazione, e per ottenere altri composti di antimonio. Viene usato largamente per rendere ignifughi tessuti, materie plastiche e altri materiali. Il tricloruro di antimonio è inoltre un reagente usato nel test di Carr-Price per determinare la vitamina A e altri carotenoidi. Il tricloruro di antimonio reagisce con i carotenoidi formando un complesso blu che può essere determinato per via spettrofotometrica.
Il tricloruro di antimonio è stato anche usato come adulterante per aumentare l'effetto ouzo nell'assenzio. È stato utilizzato in passato per sciogliere e rimuovere i mozziconi di corno dai vitelli senza doverli tagliare.
Una soluzione di tricloruro di antimonio in acido solfidrico liquido è un buon conduttore, sebbene le sue applicazioni siano limitate dalla temperatura molto bassa o dall'alta pressione richiesta affinché l'acido solfidrico sia liquido.

## Sicurezza
Il tricloruro di antimonio è un composto corrosivo e pericoloso per l'ambiente. Provoca ustioni alla pelle, agli occhi, e a tutte le mucose. Non ci sono dati sulle eventuali proprietà cancerogene.